# Charles Bigot (critique)
Pour les articles homonymes, voir Charles Bigot et Bigot.
Charles Jules Bigot (1840-1893) est un écrivain, enseignant, critique d'art et journaliste français.

## Biographie
Charles Bigot est né le 14 septembre 1840 à Bruxelles. Ancien élève de l'École normale supérieure (Paris) et de l'École française d'Athènes, docteur ès lettres (Paris), et agrégé des lettres (1864), il enseigne la littérature et l'histoire de l'art à l'école de Saint-Cyr à partir de 1880.
Débutant comme journaliste au XIXe siècle, cet érudit collabora à de nombreuses revues littéraires et artistiques, telles que La Revue politique et littéraire et laisse un nombre important d'écrits sur l'art, l'éducation, la géopolitique, les mœurs...
Charles Bigot est brièvement préfet de l'Indre entre le 6 septembre et le 11 novembre 1870.
Il épouse le 14 février 1874 la romancière américaine Mary Healy, qui publie en français sous le nom de Jeanne Mairet ; elle traduit certains des écrits de son mari en anglais et appartient à une famille d'artistes.
En 1886, il entreprend un voyage diplomatique et culturel aux États-Unis, dont il tire un essai, De Paris au Niagara, journal de voyage d'une délégation. Il est nommé chevalier de la Légion d'honneur par décret du 12 juillet 1887 ; son parrain est le général Baptiste Tramond.
Âgé de 52 ans, Charles Bigot meurt le 15 avril 1893 à Paris ; il est inhumé au cimetière du Père-Lachaise, son tombeau est orné d'un portrait en médaillon exécuté par Louis-Ernest Barrias. 
Il existe un portrait gravé de lui d'après nature (1877) par Marcellin Desboutin.